# 諸姓
諸姓，為中國一姓氏。

## 起源
諸姓的由來是來自於春秋時期的魯國的一位士大夫，這位士大夫被封到諸邑（今山東省諸城市西南三十里），《春秋经》：庄公二十九年（前665年），“城诸及防”。杜注：“诸、防皆鲁邑。”西汉置诸县于此。子孫便以地名為姓，遂稱諸姓。在夏代，诸城市境内就建立了姒姓氏族方国诸国。诸国初为姒姓国，商王武丁灭大彭国后，彭姓别支诸稽国也灭亡，子孙以国为姓，称为诸稽氏。部分遗族北迁至山东诸城西南、安丘一带，到春秋时建立部落方国，取名仍为诸，形成诸国取代原来的姒姓方国，改为彭姓统治。诸国的统治区域在诸城、安丘一带。后为鲁国的諸邑。

## 延伸阅读
[在维基数据编辑]
 《百家姓》
 《欽定古今圖書集成·明倫彙編·氏族典·諸姓部》，出自陈梦雷《古今圖書集成》